# Jaime Lerner
Jaime Lerner (Curitiba, 17 de diciembre de 1937-Curitiba, 27 de mayo de 2021) fue un arquitecto, urbanista y político brasileño. Destaca por su labor urbanística en su ciudad natal, de la cual fue alcalde en tres ocasiones, y por haber sido gobernador del estado de Paraná en dos ocasiones.

## Biografía
Lerner nació en una familia judía de inmigrantes polacos. Se graduó en 1964 en la Escuela de Arquitectura de la Universidad Federal de Paraná. Al año siguiente contribuyó a la creación del Instituto de Investigación y Planificación Urbana de Curitiba (IPPUC), del cual fue presidente en 1968 y 1969, al tiempo que participó en el desarrollo del plan maestro para la ciudad.
Fue elegido alcalde de Curitiba en tres ocasiones (de 1971 a 1975, de 1979 a 1983, y de 1989 a 1992). Para su tercer período Lerner anunció su candidatura sólo doce días antes de la elección, y resultó triunfador sin tener tiempo para una campaña electoral.[cita requerida] También fue elegido gobernador del estado de Paraná en dos ocasiones (1995-1998, y 1999-2002).
En 1975 Lerner fue Consultor de Asuntos Urbanos de la Organización de las Naciones Unidas.
Las Naciones Unidas le otorgaron el Premio Máximo de Medio Ambiente en 1990. La UNICEF lo condecoró en 1996 por sus programas "Da Rua para a Escola" (De la Calle a la escuela), "Protegendo a Vida" (Protegiendo la vida), y "Universidade do Professor" (Universidad del profesor). En 2000 Lerner recibió un Premio Príncipe Claus y en 2001 el World Technology Award for Transportation (Premio mundial de tecnología para el transporte); y en 2002 el Premio Sir Robert Mathew por mejorar la calidad de los asentamientos humanos, por parte de la Unión Internacional de Arquitectos. Lerner también recibió, en 2004, el premio ambiental Volvo.
En 2002 fue elegido presidente de la Unión Internacional de Arquitectos, para un período que terminó en 2005.

## Como urbanista
Lerner consideró que «Toda ciudad es un agente de transformación» y que «la ciudad no es el problema, sino la solución», pues en ella «están todas las respuestas a la solidaridad: vivienda, salud, atención a los niños, la movilidad…» Del mismo modo, privilegia el empleo de varios medios de transporte (metro, bus, taxi, bicicleta) con la condición de que no «compitan por el mismo espacio».
En lo relativo al metro, Lerner llama la atención sobre las dificultades logísticas, administrativas y económicas de su construcción, que no parecen justificar un resultado análogo al de un sistema de autobuses puntual, completo y bien administrado. De hecho, durante su primer periodo como alcalde de Curitiba, Lerner se opuso a la construcción del metro, señalando que las obras paralizarían la ciudad durante años, abogando por el contrario por la construcción de la Rede Integrada de Transporte, que finalmente se impuso.

## Impacto de Lerner en el planeamiento urbano
Durante las últimas tres décadas, y en parte gracias a la administración de Lerner, ha habido en Curitiba un impacto urbano de dimensiones tales que la ciudad se ha situado en el primer plano de referencia en cuanto a planificación urbana, transportes, cuidado del medio ambiente y programas sociales.
La Rede Integrada de Transporte ha servido como modelo de transporte para otras ciudades, entre las que destaca Bogotá y su sistema TransMilenio.
Además de Curitiba, Lerner ha participado también en la elaboración de planes de desarrollo urbano para las ciudades de Río de Janeiro, Sao Paulo, Recife, Salvador, Niterói, Natal, Aracaju, Goiânia y Campo Grande. Asimismo, ha ofrecido sus servicios de asesoría a Shanghái, San Juan, Caracas, Durango, La Habana, Seúl y Santiago de los Caballeros.[cita requerida]
Ha sido invitado a Montevideo y otras ciudades latinoamericanas a exponer su pensamiento.

## Obras publicadas
Lerner ha escrito dos libros:
1. Acupuntura Urbana (Editora Record, Río de Janeiro, 2003, ISBN 85-01-06851-9), una colección de ensayos y análisis de intervenciones urbanas en pequeña escala, que provocan la evolución de la ciudad como un todo.
2. O vizinho, parente de rua (Editora Record, Río de Janeiro, 2005, ISBN 85-01-06877-2), dirigido a niños y jóvenes, con el objetivo de acercarlos a los conceptos que ayudan a comprender el funcionamiento de una ciudad, retirando la complejidad comúnmente asociada a las interacciones sociales, políticas y tecnológicas.

Su gestión ha sido objeto de varios estudios publicados en las revistas Scientific American, National Geographic, y Natural Capitalism.